# Бадьёль (приток Сойвы)
Бадьёль — река в России, протекает по территории Троицко-Печорского района Республики Коми. Устье реки находится в 71 км по левому берегу реки Сойва. Длина реки составляет 19 км.
Исток реки в болотах в 11 км к северо-западу от деревни Бадьёль. Река течёт на юг, всё течение проходит по заболоченному таёжному лесу. Притоки — Квайтлязгашор (левый) и Бадьёльвож (правый). В среднем течении протекает деревню Бадьёль и пересекает ж/д линию Сосногорск — Троицко-Печорск. Впадает в Сойву выше деревни Гришестав.

## Данные водного реестра
По данным государственного водного реестра России относится к Двинско-Печорскому бассейновому округу, водохозяйственный участок реки — Печора от истока до водомерного поста у посёлка Шердино, речной подбассейн реки — Бассейны притоков Печоры до впадения Усы. Речной бассейн реки — Печора.
Код объекта в государственном водном реестре — 03050100112103000060153.

## Этимология
Бадьёль означает «ивовый ручей». От бадь «ива», ёль «лесной ручей».